# 香宗我部親泰
香宗我部親泰（1543年－1593年）是日本戰國時代至安土桃山時代的武將。父親是長宗我部國親。

## 生平
在天文3年（1543年）出生，家中三男。幼名是彌七郎。在弘治4年（1558年）因為父親的命令而成為香宗我部親秀的養子。永祿12年（1569年），因為安藝國虎滅亡而成為安藝城城主。
此後跟隨哥哥元親在各地轉戰。以海部城為據點並致力於平定阿波。天正3年（1575年），令織田信長成為長宗我部信親的烏帽子親。在天正7年（1579年）奪取新開道善的富岡城。天正8年（1580年），渡海前往安土城拜謁信長並向信長請求與三好康長等三好氏和睦。
在天正10年（1582年）6月的本能寺之變後，於中富川之戰中擊破十河存保。在天正11年（1583年）攻略木津城等，為元親統一四國作出貢獻。
在信長死後，與柴田勝家和德川家康交往，令秀吉受到牽制，從而爭取時間統一四國。擔任織田氏、德川氏等諸大名對長宗我部氏的窗口。天正13年（1585年），豐臣秀吉發動四國征伐時守備牛岐城，不過因為木津城被豐臣軍攻陷，於是放棄城池並歸到土佐。
在天正20年（1592年）前往參加文祿之役的途中，嫡男親氏突然死去，而自身亦在前往朝鮮半島的途中的文祿2年（1593年）於長門死去。享年51歲。有令中山田泰吉（香宗我部親秀的弟弟秀通（因為反對親秦入嗣而被暗殺）的兒子）繼承家督的說話，不過最後由次男貞親繼承，而泰吉則成為貞親的後見。與哥哥吉良親貞一様，他們的死亡都對長宗我部氏有極大的損失（『長宗我部元親』，作者：山本大）。

## 人物
- 以元親的分身身份在四國各地轉戰，擔任元親的輔佐。在死後，再沒有能對元親輔佐和諫言的人，此後元親的表現就大不如前，最終令長宗我部家衰退，情況極似豐臣秀吉與豐臣秀長。